# Baroniet Gaunø
Baroniet Gaunø var et dansk baroni oprettet den 27. oktober 1805 for Otto Reedtz-Thott af hovedgårdene Gavnø, Lindersvold og Strandegård. Baroniet blev opløst ved lensafløsningen i 1919.